# Laurent Genty
Laurent Genty, né le 3 mars 1971 à Rambervillers, est un coureur cycliste français, professionnel de 1995 à 1999. Il est depuis 2014 manager de l'USSA Pavilly Barentin.

## Biographie
Né le 3 mars 1971 à Rambervillers dans les Vosges, Laurent Genty déménage en Normandie à l'âge de quatre ans. 
Après y avoir été stagiaire, il passe professionnel en 1995 dans l'équipe Aubervilliers 93-Peugeot, avec laquelle il remporte la première étape du Tour de l'Avenir. L'année suivante, il dispute son premier Tour de France mais est contraint à l'abandon lors de la 15e étape. Il participe une nouvelle fois à la Grande Boucle en 1997 et termine à la 101e place au classement général.
En 1999, il devient champion de France de la course aux points. Non conservé par ses dirigeants, il met un terme à sa carrière professionnelle en 2000.

## Palmarès sur route
- 1990
  - Maillot des Jeunes
- 1991
  - 2e des Boucles de Picquigny
- 1993
  - Persan-Foucarmont[2]
  - 2e du Prix du Conseil Général du Val-d'Oise
- 1994
  - 2e de Rouen-Gisors
  - 3e de Paris-Barentin
  - 3e du Tour du Loiret
  - 3e du Circuit des Deux Provinces
- 1995
  - 1re étape du Tour de l'Avenir

## Résultats sur les grands tours

### Tour de France
2 participations
- 1996 : abandon (15e étape)
- 1997 : 101e

## Palmarès sur piste

### Championnats de France
- 1999
  -  Champion de France de la course aux points
- 2000
  - 2e de la course aux points